# Microclytus
Microclytus is een kevergeslacht uit de familie van de boktorren (Cerambycidae). De wetenschappelijke naam van het geslacht werd voor het eerst geldig gepubliceerd in 1873 door LeConte.

## Soorten
Microclytus omvat de volgende soorten:
- Microclytus compressicollis (Castelnau & Gory, 1841)
- Microclytus gazellula (Haldeman, 1847)